# チャド・ヴァラー
エドワード・チャド・ヴァラー（Edward Chad Varah、CH CBE、1911年11月12日 - 2007年11月8日）は、イングランド国教会の牧師。1953年に聖スティーブン教会で自殺予防のための電話相談を開始した。

## 経歴
イングランドのリンカンシャー州バートン・アプオン・ハンバー (Barton-upon-Humber) の牧師の子供として生まれる。
オックスフォード大学およびリンカーン神学校 (Lincoln Theological College) で学び、1936年に聖職につく。1953年にロンドンの聖スティーブン教会の教会司祭となった。
自殺が増加していたイギリスで1953年に自殺予防のための電話相談を開始、サマリタンズ (Samaritans (charity)) を設立した。日本ではいのちの電話として知られている。